# Meščovsk
Meščovsk (in russo Мещовск?) è una cittadina della Russia europea, nell'Oblast' di Kaluga, situata a circa 85 km da Kaluga sulle rive del fiume Tureja.
Ricordata in un documento del 1238, ottenne lo status di città nel 1776 ed è capoluogo del rajon Meščovskij.